# سووپیا (شهرستان یندژیوف)
سووپیا (به لهستانی:  Słupia) یک روستا در لهستان است که در گمینا سووپیا (شهرستان یندژیوف) واقع شده‌است. سووپیا ۹۵۰ نفر جمعیت دارد.